# Palheiros de Veio
Os Palheiros de Veio, igualmente conhecidos como Casas redondas, consistem num conjunto de estruturas típicas das regiões meridionais de Portugal, principalmente no concelho de Almodôvar, no Alentejo, e no Algarve. São de especial interesse devido à sua planta circular, aparelho construtivo e materiais utilizados, semelhantes aos edifícios construídos na pré-história.

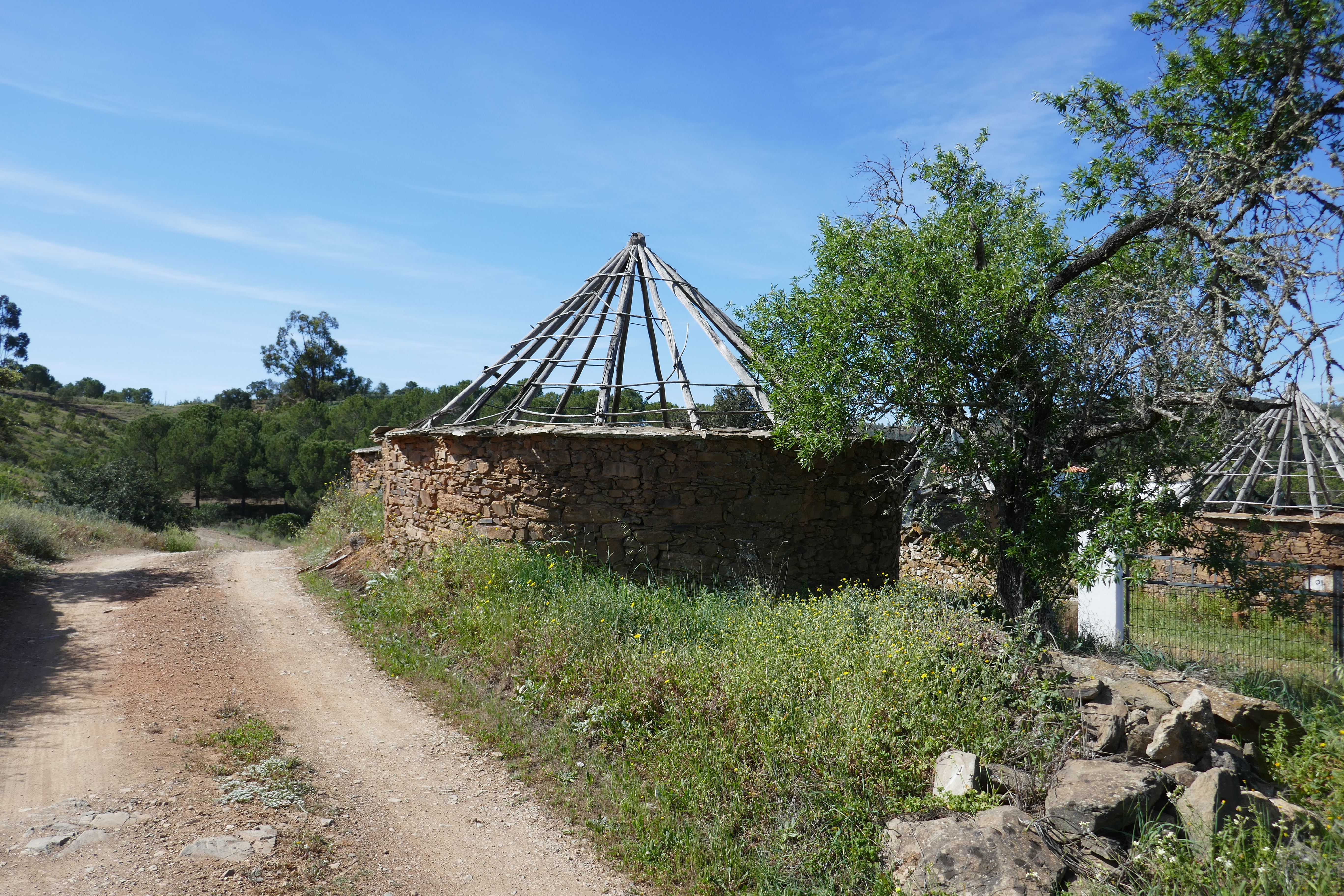
Dois palheiros de veio em ruínas, na povoação de Mealha, em Tavira.

## Descrição e história
São estruturas de construção rudimentar, de planta circular, sendo as paredes geralmente edificadas em pedra de xisto, enquanto que a cobertura é em colmo ou palha de centeio. Normalmente têm cinco a seis metros de diâmetro, enquanto que os muros geralmente têm meio metro de espessura, e uma altura correspondente à estatura humana. As casas na área de Mealha possuíam uma só abertura de reduzidas dimensões, que servia de porta, tendo um lintel a uma altura inferior a 1,90 m do solo. Os muros eram encimados por beirais, formados igualmente por pedras de xisto, que rematavam a cobertura. Esta era de forma cónica e composta por várias camadas concêntricas de palha, fixadas por um conjunto de canas, que por seu turno estavam ligadas à estrutura interior da cobertura, em madeira. Entre estas camadas encontravam-se alguns pequenos postigos móveis, para iluminação do interior.
Situam-se em vários locais do concelho de Almodôvar, destacando-se os exemplares no Monte das Figueiras, na freguesia de São Barnabé e no Monte Branco do Vascão, na freguesia de Santa Cruz. No Algarve, situam-se principalmente na Serra do Caldeirão e no vale do Rio Guadiana, com destaque para as áreas de Cachopo, Mealha e Ameixial. No Cachopo encontram-se em João Farto e na Navalha. Grande parte dos palheiros de veio estão ao abandono e em ruínas, embora alguns exemplares tenham sido alvo de obras de recuperação.
Originalmente poderão ter sido utilizados como habitações, mas eventualmente passaram a ter funções mais complementares, principalmente o armazenamento de comida para animais. Eram semelhantes às chamadas cabanas, já desaparecidas, que era normalmente encontradas nas regiões litorais, e que eram compostas por uma armação de madeira, suportando um revestimento de junco e cobertura em palha ou colmo. Estas estruturas eram utilizadas como casas ou como edifícios de apoio à pesca.
Na sua obra Uma Excursão à Serra do Algarve, de 1959, o investigador Manuel Viegas Guerreiro faz uma descrição destas estruturas: «o palheiro é circular, alto, de pedra e barro e fechado por tecto cónico de palha de centeio. Dá-se-lhe aqui o nome de palheiro de veio. Há quem considere estas casas cilíndricas como um traço arcaico da vida material destas gentes, uma sobrevivência das milenárias habitações castrejas. Observei que este tipo de palheiros ainda hoje se constrói. «Gosto de conservantismo do passado», como algures se escreveu, ou sobretudo escolha de uma forma de construção mais adequada ao fim a que se destina do que a rectângular? O recinto redondo enche-se e esvazia-se melhor; o telhado cónico, de fábrica simples, permite um bom escoamento das águas eenche-se até às traves que lhe servem de suporte. E, segundo averiguei, as palhas aí arrecadadas conservam-se sempre frescas e sem bolores, o que é atribuido à cobertura de palha de centeio. Nenhuma outra construção, portanto, mais própria para a recolha dos fenos. Até dá vontade de pensar que esta dependência, tal como o fomo, não foi adaptação da casa a palheiro mas uma criação independente do engenhoso espírito do homem.».

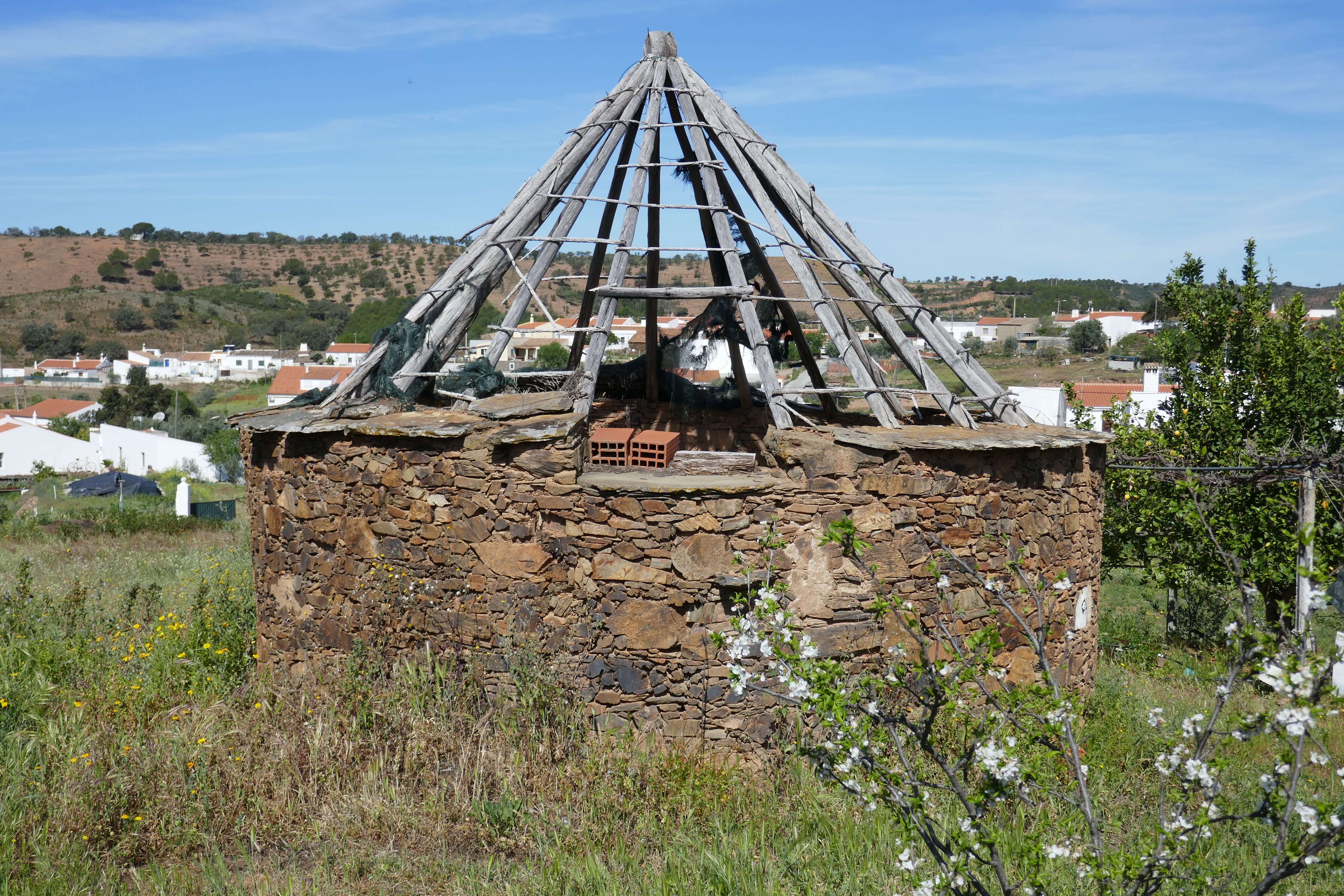
Palheiro de veio em Mealha.